# Lộc Dã

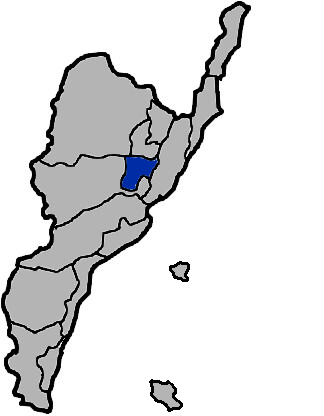
Vị trí tại Đài Đông

Lộc Dã (tiếng Trung: 鹿野鄉; bính âm: Lùyě xiāng) là một hương (xã) của huyện Đài Đông, tỉnh Đài Loan, Trung Hoa Dân Quốc (Đài Loan). Hương có thành phần cư dân đa dạng và kinh tế dựa trên lĩnh vực nông nghiệp. Diện tích của hương là 89,6980 km², dân số vào tháng 8 năm 2011 là 8.450 người thuộc 3.135 hộ gia đình, mật độ cư trú đạt 94,2 người/km².